# Kellie Gerardi

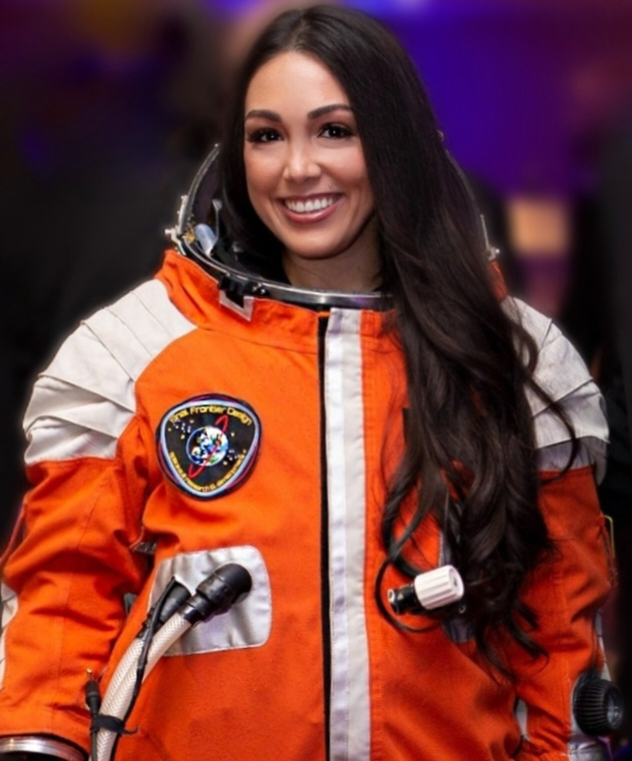
Kellie Gerardi (2019)

Kellie Gerardi (* 16. Februar 1989) ist eine US-amerikanische kommerzielle Astronautin und Influencerin, die für einen suborbitalen Raumflug mit Virgin Galactic als Nutzlastspezialistin im Jahr 2023, sowie ihr Online-Auftreten bekannt ist. Gerardi arbeitet seit 2015 bei Palantir Technologies. Dort leitet sie das Mission-Operations-Team.

## Ausbildung
2007 machte Gerardi an der Jupiter Community High School in Jupiter, Florida, ihren Schulabschluss.
Laut eigener Aussage konnte sie die Starts von Space Shuttles auf Cape Canaveral von ihrem Schlafzimmerfenster aus sehen.
Sie begann Dokumentarfilm am Barnard College zu studieren, bevor sie an die New York University (NYU) wechselte, wo sie 2011 einen Bachelor in Film erwarb.

## Karriere
Gerardi wurde 2012 Medienspezialistin bei der Commercial Spaceflight Federation, einer Lobbygruppe für die kommerzielle Raumfahrt.
Sie arbeitete auch in der Geschäftsentwicklung bei Masten Space Systems und war in den Bereichen Copywriting und Kommunikation tätig.
Im Jahr 2015 begann sie bei Palantir Technologies, einem Softwareunternehmen von Peter Thiel, als technische Projektmanagerin für dessen philanthropische Kunden zu arbeiten.
Ab 2024 arbeitete sie als Leiterin des Mission-Operations-Teams des Unternehmens, das Kunden wie die United States Space Force mit seiner umstrittenen Datenanalysesoftware Gotham logistisch und analytisch unterstützt.
Im Jahr 2015 bewarb Gerardi sich bei Mars One für einen Flug zum Mars, der allerdings nicht zustande kam. Gerardi sagt, dass sie beruflich dazu angetrieben wird, den Zugang zum Weltraum zu demokratisieren und „die wirtschaftliche Sphäre der Erde innerhalb der kommerziellen Raumfahrtindustrie“ zu erweitern.
In einem Beitrag für die Huffington Post aus dem Jahr 2015 sagte sie, dass reduzierte Kosten im Zusammenhang mit der Raumfahrt die Wirtschaft in den Weltraum ausdehnen würden, mit Geschäftsmöglichkeiten auf dem Mond und in der niedrigen Erdumlaufbahn.
Für das International Institute for Astronautical Sciences (IIAS) nahm Gerardi am 2. November 2023 am suborbitalen Raumflug Galactic 05 teil. Während des Fluges der VSS Unity betreute Gerardi drei wissenschaftliche Experimente. Die erreichte Flughöhe betrug 87,2 km.
In den Jahren 2026 oder 2027 soll Gerardi für die IIAS mit zwei weiteren Wissenschaftlerinnen an einem suborbitalen Flug mit Virgin Galactic teilnehmen.